# Brunn (Neurenberg)
Brunn is een plaats in de Duitse gemeente Neurenberg, deelstaat Beieren, en telt 972 inwoners (2005).